# Diospyros soyauxii
Diospyros soyauxii là một loài thực vật có hoa trong họ Thị. Loài này được Gürke & K.Schum. mô tả khoa học đầu tiên năm 1892.